# Novo Alegre
Novo Alegre es un municipio brasileño del estado del Tocantins. Se localiza a una latitud 12º55'52" sur y a una longitud 46º34'25" oeste, estando a una altitud de 539 metros. Su población estimada en 2009 era de 1.802 habitantes.
Posee un área de 131,935 km².